# Schloss Klingnau

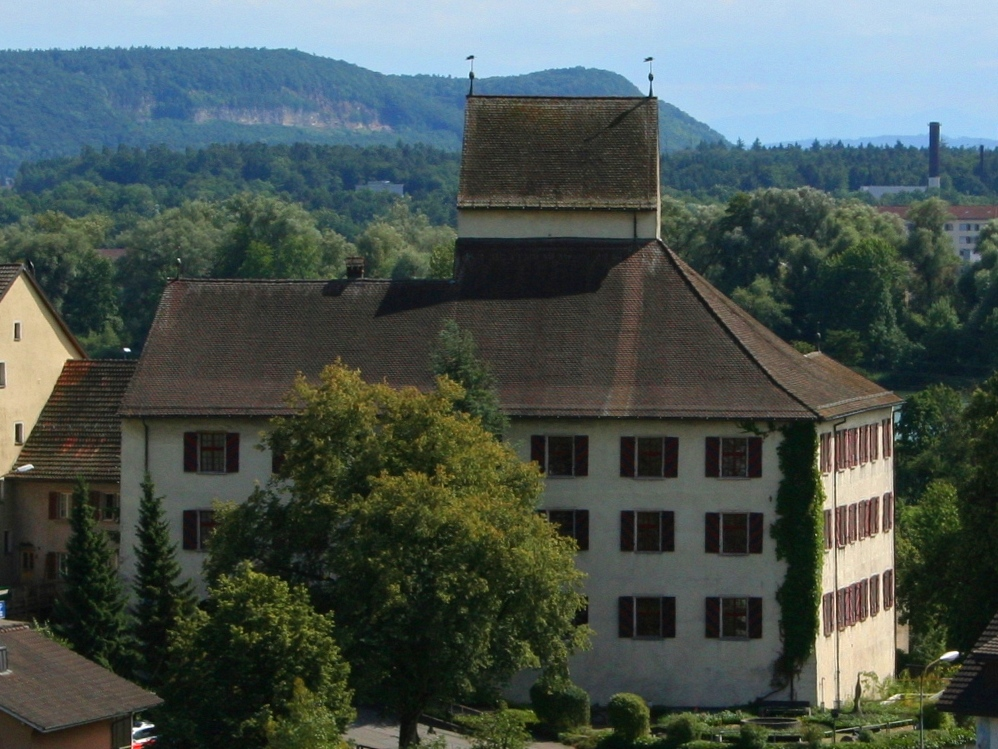
Schloss Klingnau

Schloss Klingnau ist ein Schloss im aargauischen Städtchen Klingnau.

## Geschichte
Die Anfänge von Schloss Klingnau liegen im 13. Jahrhundert. Über Ita von Tegerfelden kamen die Ländereien an ihren Ehemann Ulrich II. von Klingen (belegt 1227–1248). Die Eheleute gründeten am 26. Dezember 1239 den Ort Klingnau und liessen dort in den darauffolgenden Jahren einen Wohnturm errichten. Der Sohn Walther von Klingen, bekannt als Minnesänger, verkaufte Burg und Stadt 1269 an den Bischof von Konstanz.
Im Laufe der Zeit erhielt es mehrere Anbauten. Es war Sitz der Landvögte des Hochstifts Konstanz, gelegentlich residierte auch der Bischof hier. Im 16. Jahrhundert war das Schloss – bis auf den Wohnturm – so baufällig, dass es im Jahre 1582 völlig neu errichtet wurde. Unterhalb des Schlosses befindet sich die Propstei Klingnau.

## Heutige Nutzung
Im Schloss Klingnau sind heute die Ludothek und der Jugendtreff «Alfa» untergebracht. Ausserdem wird es vom Zivilstandsamt Leuggern als Traulokal verwendet. Der Rittersaal wurde in historischem Stil renoviert und kann für festliche Anlässe gemietet werden.